# Kost Burewij

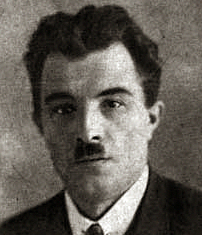
Kost Burewij

Kost Stepanowytsch Burewij (ukrainisch Кость Степанович Буревій, russisch Кость Степанович Буревой Kost Stepanowitsch Burewoi; bürgerlicher Name Константин Степанович Сопляков Konstantin Stepanowitsch Sopljakow; * 2. Augustjul. / 14. August 1888greg. in Bolschije Meschenki, Gouvernement Woronesch, Russisches Kaiserreich; † 15. Dezember 1934 in Kiew, Ukrainische SSR) war ein ukrainischer Dichter, Dramatiker, Theaterwissenschaftler, Literaturkritiker und Übersetzer der hingerichteten Wiedergeburt.

## Leben
Kost Burewij kam 1888 in einem kleinen Dorf in der Ost-Sloboda-Ukraine als Sohn einer ukrainischen Familie zur Welt. Seine Bildung eignete er sich größtenteils autodidaktisch an und bereits 1903 wurde er Mitglied der Partei der Sozialrevolutionäre, der er bis 1922 angehörte und im Dezember 1917 Mitglied des Zentralkomitees der Partei wurde. Er beteiligte sich aktiv an der Revolution von 1905 und der Oktoberrevolution von 1917.
Aufgrund seiner revolutionären Aktivitäten wurde er 1905 erstmals verhaftet. Weitere Festnahmen und Verurteilungen folgten 1911, 1914 und 1916. Er wurde mehrfach nach Sibirien verbannt, war in 68 Gefängnissen inhaftiert und erkrankte an Knochentuberkulose.
Von Juni 1918 an war er in Samara Sekretär des Ausschusses der Konstituierenden Versammlung. Während des Russischen Bürgerkrieges wurde er nach dem Putsch von Alexander Koltschak im November 1918 kurzzeitig festgenommen. Zwei weitere kurzzeitige Festnahmen wegen antisowjetischer Aktivitäten und Verbindungen zu rechten Sozialrevolutionären folgten 1922.
Von 1923 an war er in der ukrainischen nationalen Wiedergeburt aktiv und in Moskau, wo er zu diesem Zeitpunkt lebte, einer der Organisatoren eines ukrainischen Verlages und einer ukrainischen Gesellschaft von Freunden des ukrainischen Theaters, wo er Theatergeschichte unterrichtete. 1929 zog er nach Charkow und beteiligte sich dort am literarischen und gesellschaftlichen Leben.
Seine schriftstellerische Tätigkeit begann er mit Werken in russischer Sprache. Sein erstes Werk in ukrainischer Sprache verfasste er 1925. 
Er schrieb Theaterstücke und unter dem Pseudonym Edvard Strikha parodische Dichtungen zur proletarischen Literatur, dem Panfuturismus von Mychajlo Semenko und dem Konstruktivismus von Walerjan Polischtschuk. Seine sehr scharfe, kontroverse und antisowjetische Satirik blieb auch dem KGB nicht verborgen. Lediglich sein Pseudonym, von dem niemand wusste, wer er wirklich war, bewahrte ihn vor einer Festnahme. Die offizielle Kritik an ihm begann 1929.
Während des stalinistischen Terrors reiste er, wegen verschärfter Repressionen in der Ukraine, nach Moskau, wurde dort aber im Herbst 1934, unter Anklage der Vorbereitung von Terrorismus, verhaftet. Am 15. Dezember 1934 wurden er und 27 weitere Personen, darunter insbesondere die Schriftsteller Dmytro Falkiwskyj (Дмитро Никанорович Фальківський; 1898–1934), O. Blysko (О. Близько; † 1934) und Hryhorij Kossynka, durch ein Militärgericht in Kiew zum Tode durch Erschießen verurteilt. Das Urteil wurde am selben Tag im Oktober-Palast in Kiew vollstreckt und sein Leichnam in einem Massengrab auf dem Lukjaniwska-Friedhof bestattet.
1949 emigrierte seine Frau mit seiner Tochter in die Vereinigten Staaten, wo seine Tochter Oksana Stworennja-Burewij einen Teil des geretteten künstlerischen Erbes ihres Vaters herausgab.